# Jindabyne
Jindabyne (1 903 habitants) est un village de Nouvelle-Galles du Sud, en Australie, sur les rives du lac Jindabyne, dans l'est des Snowy Mountains de la cordillère australienne.

## La ville
La ville est populaire pour les pêcheurs et est située près du parc national du Kosciuszko et des stations de ski de Nouvelle-Galles du Sud: Perisher; Thredbo; Charlotte Pass.
La ville a été déplacée en 1967 pendant la construction de l'Aménagement Hydroélectrique des Snowy Mountains (Snowy Mountains Hydro-Electric Scheme). La ville originale a été inondée par le lac Jindabyne.

### Le lac
La ville originale a été inondée par le lac Jindabyne. Situé dans la région des Snowy Mountains, la plus haute du continent australien, le Snowy Scheme a été mené entre 1949 et 1974. Il a compris la déviation de cours d'eau pour produire de l'électricité pour les villes du sud-est et pour permettre l'irrigation de l'intérieur sec du pays. Sa réalisation a nécessité 100 000 ouvriers de 30 pays. La nature multiculturelle de la main d'œuvre employée a contribué à la diversification de la société australienne au XXe siècle. Elle a également abouti à la construction de nouvelles villes et stations de sports d'hiver à proximité de la ville de Jindabyne, dans les Alpes australiennes, auparavant isolées. Seize barrages importants ; sept centrales importantes (deux au fond) ; une station de pompage ; 145 km de tunnels par les montagnes ; et 80 km d'aqueducs ont été construits. Les installations sont actionnées et maintenues par Snowy Hydro Limited.

### Les montagnes
Le mont Kosciuszko (2 228 m) est situé à proximité de la ville de Jindabyne, dans les Snowy Mountains, un massif des Alpes australiennes est le point culminant du sous-continent australien. La zone est protégée en 1944 puis classée officiellement au sein du parc national du Kosciuszko en 1967. C'est là que se trouvent les quatre stations de ski de Nouvelle-Galles du Sud: Selwyn Snowfields, Charlotte Pass, Perisher et Thredbo. La construction du Snowy Mountains Scheme et l'afflux associé des migrants européens pratiquant le ski. En hiver, les vastes plateaux et les sommets permettent la pratique du ski de fond dans la région.

## Cinéma
- Jindabyne, Australie (Jindabyne en version originale) est un film australien de Ray Lawrence sorti en 2006.
- Horizons sans frontières est un film réalisé par Fred Zinnemann, sorti en 1960.

## Référence
1. ↑  (fr)http://www.persee.fr/web/revues/home/prescript/article/rga_0035-1121_1992_num_80_2_3673
2. ↑  (en) The Snowy Mountains Scheme

- (en) Statistiques sur Jindabyne

## Source
- Wikipedia anglophone